# Pándorfalu
Pándorfalu (1899-ig Parndorf, németül Parndorf, horvátul Pandrof) falu Ausztria Burgenland tartományában, a Nezsideri járásban.

## Fekvése
Bécstől 48 km-re dél-keletre, Nezsidertől 5 km-re északra, Pozsonytól 33 km-re dél-nyugatra fekszik. A település vasúti csomópont, mert a nemzetközi Bécs–Budapest-vasútvonal és Bécs - Pozsony  vasútvonal itt találkozik a Nezsiderből jövő vasútvonallal. Ugyanakkor itt halad el a három fővárost összekapcsolóan a A4-es autópálya Budapest felé és a közelben indul az A6-os autópálya Pozsonyba. A Bécs–Schwechati nemzetközi repülőtér 20 percre, a Pozsonyi repülőtér 30 percre található.

## Története
Az itt talált kelta és római pénzek és más leletek tanúsága szerint területén ősi kelta település, majd a 2-3. században a bécsi légió római veteránjainak települése állt.
Pándorfalut 1268-ban Perun néven említik először abban az oklevélben, melyben IV. Béla király birtokot adományoz itt Lipót mosoni nemes részére. Régi temploma 1430-ban már állt, Szent Benedek tiszteletére volt szentelve. Az 1529-es első bécsi török hadjárat  pusztításai után horvátokkal telepítették be. 1619-ben a falutól nyugatra ütköztek meg Bethlen hadai a császáriakkal. 1679-ben pestis pusztított. 1683-ban Bécs ostromakor újabb török támadást kellett elszenvednie. 1709-ben a Rákóczi-szabadságharc idején kuruc seregek dúlták fel. Határában az 1703 és 1711 között kiépült osztrák védelmi rendszer (öregsánc), maradványai ma is láthatók. 1848 őszén itt volt Móga tábornok főhadiszállása.
Vályi András szerint "PÁRNDORF. Horvát falu Moson Vármegyében, Ausztriának szomszédságában, földes Ura Gróf Harrach Uraság, lakosai katolikusok, ’s német nyelven is beszéllenek, fekszik Nizsiderhez 1, Nyúlashoz 1 1/2 órányira; három nyomásbéli követses, és lapályos határja rozsot, és zabot középszerűen terem, egyebet silányan, erdője van, de réttye, és mezeje kevés; postaház is van benne, ’s nagy vendégfogadó, és az Uraságnak selyem birkája hasznos itten; vagyonnyaikat lakosai Ausztriában árúllyák-el, ’s fuvarozással is segéllik élelmeket."
Fényes Elek szerint "Parndorf, derék horvát falu, Moson vmegyében, a Posonból Sopronba vivő országutban, 1/2 órányira az austriai Bruck várostól: 1986 kath. lakossal, kik németül mindnyájan beszélnek, hires fuvarosok, s 135 1/4 egész urbéri telek után birnak 3085 hold harmadik, s 1848 3/ hold negyedik osztálybeli szántóföldet. – Rétjei nincsenek. – Az uraság igen szép és sok birkát tenyésztet. Kath. paroch. templom. Postahivatal. Emlitést érdemel az évenkint itt tartatni szokott lóverseny. F. u. gr. Harrach család."
1898-ban hivatalos nevét Pándorfalura magyarosították. A trianoni békeszerződésig Moson vármegye Nezsideri járásához tartozott. 1921-ben Ausztriához csatolták, ahol az átcsatolt területekből újonnan létrehozott Burgenland tartomány része lett.
2015. augusztus 26-án világviszonylatban is nagy port vert fel az ún. pándorfalui/parndorfi halálkamion ügye, amely az európai menekültválság része volt. A település mellett, az A4-es autópályán az osztrák hatóságok egy magyar rendszámú magára hagyott furgonra bukkantak, amelynek lezárt rakteréből 71 ember holtteste került elő (köztük nőké és gyerekeké). Az áldozatok szíriai, afgán, iráni és iraki illegális határátlépők voltak. Halálukért az az afgán-bolgár illetőségű embercsempészbanda felelős, amelynek tagjai Németországba akarták átvinni őket. A szállításukra használt hűtőkamionba egyszerűen bezsúfolták az embereket, akiknek helyük is alig akadt és a raktér nem szellőzött. Az áldozatok még magyar területen fulladhattak meg, ezért az embercsempészek ügyét végig Magyarországon tárgyalták.

## Népessége
1910-ben 2782 lakosából 2019 horvát, 343 magyar és 309 német volt.
2001-ben 3218 lakosából 2076 német, 669 horvát, 204 török, 113 magyar volt.

## Nevezetességei

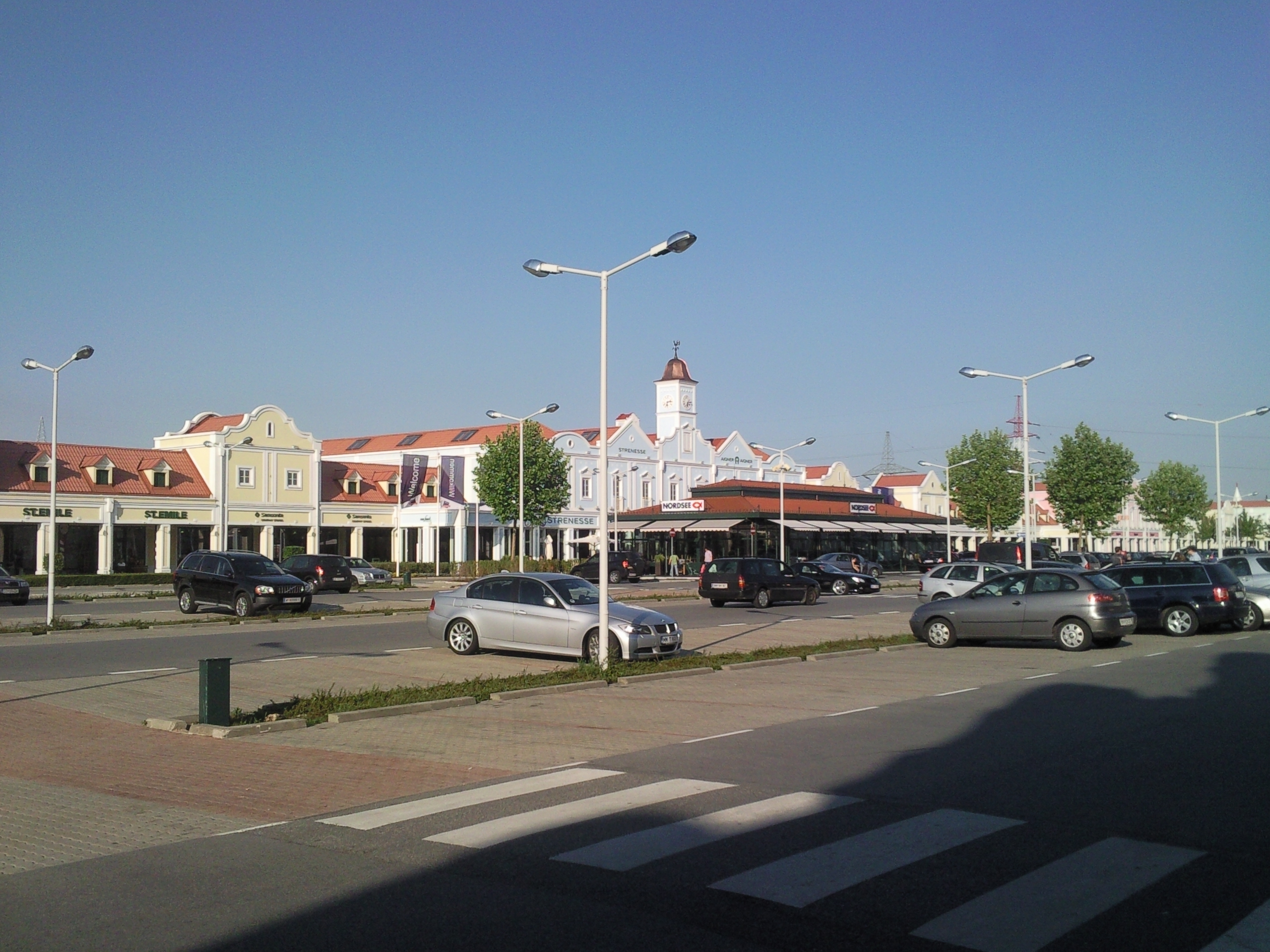
Designer Outlet Center

- McArthurGlen Designer Outlet Center bevásárlóközpont a környék legnagyobb munkaadója. 1998-ban nyílt, 2005-ben és 2014-ben bővítették.
- Szent László tiszteletére szentelt római katolikus temploma 12. századi eredetű, a 17. század végén és a 18. század elején bővítették.
- Az Unterewungau 26. számú ház előtt beszélt Kossuth a schwechati csata után.
- Határában az 1703-11 között kiépült osztrák védelmi rendszer (mely Cartunumtól  Nezsiderig húzódott) maradványai (öregsánc) találhatók.
- A község nevét utca viseli Budapesten a XIV. kerületben.
- 2022 óta pedig Budapest XIX. kerülete lett.

## Testvérvárosai
- Zengg, Horvátország
- Budapest XIX. kerülete, Magyarország

## Híres emberek
- Itt született 1744-ben Fuchs Ferenc nyitrai püspök, egri érsek.
- Itt született 1902. október 17-én Dudás Jenő festő és grafikusművész.[5]
- Itt hunyt el 1913. augusztus 10-én Péterfy Sándor pedagógus, tanügyi író.